# 公孙弥牟
公孙彌牟（？—？），姬姓，名彌牟，字子之；一说名木，字彌牟，死后谥号文，也称为文子，子南弥牟。衛灵公幼子衛公子郢字子南，他的儿子公孙彌牟就以子南为氏。彌牟作为公孙，担任卫国的将军，在卫悼公时担任国相。《大戴礼记》记录了他和子贡的对话，称之为卫将军文子。子南彌牟的儿子被称为将军文氏，而彌牟另一支后代子南劲就是卫平侯。